# Lista di asteroidi (284001-285000)
Di seguito una lista di asteroidi dal numero 284001 al 285000 con data di scoperta e scopritore.

## 284001-284100
| Nome                   | Designazione provvisoria | Data di scoperta | Scopritore                  |
| ---------------------- | ------------------------ | ---------------- | --------------------------- |
| 284001 -               | 2004 TF98                | 5 ottobre 2004   | Spacewatch                  |
| 284002 -               | 2004 TX108               | 7 ottobre 2004   | LINEAR                      |
| 284003 -               | 2004 TA122               | 7 ottobre 2004   | LONEOS                      |
| 284004 -               | 2004 TP123               | 7 ottobre 2004   | LONEOS                      |
| 284005 -               | 2004 TL127               | 7 ottobre 2004   | LINEAR                      |
| 284006 -               | 2004 TR127               | 7 ottobre 2004   | LINEAR                      |
| 284007 -               | 2004 TT128               | 7 ottobre 2004   | LINEAR                      |
| 284008 -               | 2004 TB161               | 6 ottobre 2004   | Spacewatch                  |
| 284009 -               | 2004 TG163               | 6 ottobre 2004   | Spacewatch                  |
| 284010 -               | 2004 TS196               | 7 ottobre 2004   | Spacewatch                  |
| 284011 -               | 2004 TZ206               | 7 ottobre 2004   | Spacewatch                  |
| 284012 -               | 2004 TS214               | 9 ottobre 2004   | Spacewatch                  |
| 284013 -               | 2004 TG242               | 12 ottobre 2004  | Cernis, K., Zdanavicius, J. |
| 284014 -               | 2004 TU274               | 9 ottobre 2004   | Spacewatch                  |
| 284015 -               | 2004 TX278               | 9 ottobre 2004   | Spacewatch                  |
| 284016 -               | 2004 TD293               | 10 ottobre 2004  | Spacewatch                  |
| 284017 -               | 2004 TG298               | 12 ottobre 2004  | Spacewatch                  |
| 284018 -               | 2004 TA362               | 15 ottobre 2004  | LINEAR                      |
| 284019 -               | 2004 TA368               | 7 ottobre 2004   | Spacewatch                  |
| 284020 -               | 2004 UL2                 | 18 ottobre 2004  | LINEAR                      |
| 284021 -               | 2004 VE10                | 3 novembre 2004  | LONEOS                      |
| 284022 -               | 2004 VD16                | 5 novembre 2004  | LONEOS                      |
| 284023 -               | 2004 VP38                | 4 novembre 2004  | Spacewatch                  |
| 284024 -               | 2004 VV47                | 4 novembre 2004  | Spacewatch                  |
| 284025 -               | 2004 VV62                | 7 novembre 2004  | LINEAR                      |
| 284026 -               | 2004 VC64                | 7 novembre 2004  | Needville                   |
| 284027 -               | 2004 VL79                | 3 novembre 2004  | Spacewatch                  |
| 284028 -               | 2004 WJ5                 | 19 novembre 2004 | LINEAR                      |
| 284029 Esplugafrancolí | 2004 XQ16                | 10 dicembre 2004 | Manteca, J.                 |
| 284030 -               | 2004 XV25                | 9 dicembre 2004  | CSS                         |
| 284031 -               | 2004 XD56                | 10 dicembre 2004 | LINEAR                      |
| 284032 -               | 2004 XS94                | 11 dicembre 2004 | LINEAR                      |
| 284033 -               | 2004 XW101               | 9 dicembre 2004  | CSS                         |
| 284034 -               | 2004 XA163               | 15 dicembre 2004 | LINEAR                      |
| 284035 -               | 2004 XE164               | 3 dicembre 2004  | LONEOS                      |
| 284036 -               | 2004 YO8                 | 18 dicembre 2004 | Mt. Lemmon Survey           |
| 284037 -               | 2004 YR19                | 18 dicembre 2004 | Mt. Lemmon Survey           |
| 284038 -               | 2004 YP25                | 18 dicembre 2004 | LINEAR                      |
| 284039 -               | 2004 YJ36                | 20 dicembre 2004 | Mt. Lemmon Survey           |
| 284040 -               | 2005 AZ24                | 7 gennaio 2005   | CSS                         |
| 284041 -               | 2005 AD25                | 8 gennaio 2005   | CINEOS                      |
| 284042 -               | 2005 AG39                | 13 gennaio 2005  | LINEAR                      |
| 284043 -               | 2005 AU46                | 11 gennaio 2005  | LINEAR                      |
| 284044 -               | 2005 AA51                | 13 gennaio 2005  | Spacewatch                  |
| 284045 -               | 2005 AC53                | 13 gennaio 2005  | Spacewatch                  |
| 284046 -               | 2005 AU61                | 15 gennaio 2005  | Spacewatch                  |
| 284047 -               | 2005 AC77                | 15 gennaio 2005  | Spacewatch                  |
| 284048 -               | 2005 BG4                 | 16 gennaio 2005  | Spacewatch                  |
| 284049 -               | 2005 BS6                 | 16 gennaio 2005  | LINEAR                      |
| 284050 -               | 2005 BV11                | 17 gennaio 2005  | Spacewatch                  |
| 284051 -               | 2005 BU20                | 16 gennaio 2005  | Spacewatch                  |
| 284052 -               | 2005 BY25                | 18 gennaio 2005  | CSS                         |
| 284053 -               | 2005 BD37                | 16 gennaio 2005  | Veillet, C.                 |
| 284054 -               | 2005 CO2                 | 1º febbraio 2005 | CSS                         |
| 284055 -               | 2005 CA13                | 2 febbraio 2005  | Spacewatch                  |
| 284056 -               | 2005 CS18                | 2 febbraio 2005  | CSS                         |
| 284057 -               | 2005 CT42                | 2 febbraio 2005  | LINEAR                      |
| 284058 -               | 2005 CV46                | 2 febbraio 2005  | Spacewatch                  |
| 284059 -               | 2005 CG54                | 4 febbraio 2005  | Spacewatch                  |
| 284060 -               | 2005 CH58                | 2 febbraio 2005  | CSS                         |
| 284061 -               | 2005 CV64                | 9 febbraio 2005  | Mt. Lemmon Survey           |
| 284062 -               | 2005 ER                  | 1º marzo 2005    | Tucker, R. A.               |
| 284063 -               | 2005 EU1                 | 1º marzo 2005    | Spacewatch                  |
| 284064 -               | 2005 EZ8                 | 2 marzo 2005     | Spacewatch                  |
| 284065 -               | 2005 EU71                | 2 marzo 2005     | CSS                         |
| 284066 -               | 2005 EG80                | 3 marzo 2005     | CSS                         |
| 284067 -               | 2005 EX90                | 8 marzo 2005     | LINEAR                      |
| 284068 -               | 2005 EU104               | 4 marzo 2005     | Mt. Lemmon Survey           |
| 284069 -               | 2005 EO155               | 8 marzo 2005     | Mt. Lemmon Survey           |
| 284070 -               | 2005 ER156               | 9 marzo 2005     | CSS                         |
| 284071 -               | 2005 EQ157               | 9 marzo 2005     | Mt. Lemmon Survey           |
| 284072 -               | 2005 EL164               | 11 marzo 2005    | CSS                         |
| 284073 -               | 2005 EP250               | 13 marzo 2005    | LINEAR                      |
| 284074 -               | 2005 ED254               | 11 marzo 2005    | Mt. Lemmon Survey           |
| 284075 -               | 2005 GB16                | 2 aprile 2005    | CSS                         |
| 284076 -               | 2005 GL78                | 6 aprile 2005    | CSS                         |
| 284077 -               | 2005 GL133               | 10 aprile 2005   | Spacewatch                  |
| 284078 -               | 2005 GN141               | 7 aprile 2005    | Spacewatch                  |
| 284079 -               | 2005 JZ23                | 3 maggio 2005    | Spacewatch                  |
| 284080 -               | 2005 JC34                | 4 maggio 2005    | Spacewatch                  |
| 284081 -               | 2005 JS49                | 4 maggio 2005    | Spacewatch                  |
| 284082 -               | 2005 JS63                | 10 maggio 2005   | CSS                         |
| 284083 -               | 2005 JS79                | 10 maggio 2005   | Mt. Lemmon Survey           |
| 284084 -               | 2005 JT93                | 11 maggio 2005   | NEAT                        |
| 284085 -               | 2005 JS163               | 9 maggio 2005    | Spacewatch                  |
| 284086 -               | 2005 LA1                 | 1º giugno 2005   | Broughton, J.               |
| 284087 -               | 2005 LU17                | 6 giugno 2005    | Spacewatch                  |
| 284088 -               | 2005 LD35                | 10 giugno 2005   | Spacewatch                  |
| 284089 -               | 2005 LQ37                | 11 giugno 2005   | Spacewatch                  |
| 284090 -               | 2005 LR37                | 11 giugno 2005   | Spacewatch                  |
| 284091 -               | 2005 ME4                 | 16 giugno 2005   | Spacewatch                  |
| 284092 -               | 2005 MQ27                | 29 giugno 2005   | Spacewatch                  |
| 284093 -               | 2005 MT32                | 29 giugno 2005   | Spacewatch                  |
| 284094 -               | 2005 MK34                | 29 giugno 2005   | NEAT                        |
| 284095 -               | 2005 MG42                | 29 giugno 2005   | Spacewatch                  |
| 284096 -               | 2005 NQ17                | 3 luglio 2005    | NEAT                        |
| 284097 -               | 2005 NE23                | 4 luglio 2005    | Spacewatch                  |
| 284098 -               | 2005 NQ85                | 3 luglio 2005    | Mt. Lemmon Survey           |
| 284099 -               | 2005 OG31                | 31 luglio 2005   | NEAT                        |
| 284100 -               | 2005 QG55                | 28 agosto 2005   | Spacewatch                  |

## 284101-284200
| Nome     | Designazione provvisoria | Data di scoperta  | Scopritore           |
| -------- | ------------------------ | ----------------- | -------------------- |
| 284101 - | 2005 QV68                | 28 agosto 2005    | Siding Spring Survey |
| 284102 - | 2005 QO177               | 29 agosto 2005    | Spacewatch           |
| 284103 - | 2005 QP181               | 30 agosto 2005    | NEAT                 |
| 284104 - | 2005 RF21                | 3 settembre 2005  | NEAT                 |
| 284105 - | 2005 SJ63                | 26 settembre 2005 | Spacewatch           |
| 284106 - | 2005 SZ81                | 24 settembre 2005 | Spacewatch           |
| 284107 - | 2005 SC126               | 29 settembre 2005 | Mt. Lemmon Survey    |
| 284108 - | 2005 SL184               | 29 settembre 2005 | Spacewatch           |
| 284109 - | 2005 SE265               | 26 settembre 2005 | NEAT                 |
| 284110 - | 2005 SC282               | 22 settembre 2005 | Becker, A. C.        |
| 284111 - | 2005 TK8                 | 1º ottobre 2005   | Spacewatch           |
| 284112 - | 2005 TJ41                | 2 ottobre 2005    | Mt. Lemmon Survey    |
| 284113 - | 2005 TD45                | 5 ottobre 2005    | Mt. Lemmon Survey    |
| 284114 - | 2005 TZ51                | 13 ottobre 2005   | LONEOS               |
| 284115 - | 2005 TG173               | 13 ottobre 2005   | LINEAR               |
| 284116 - | 2005 UD77                | 24 ottobre 2005   | Spacewatch           |
| 284117 - | 2005 UF79                | 25 ottobre 2005   | CSS                  |
| 284118 - | 2005 US112               | 22 ottobre 2005   | Spacewatch           |
| 284119 - | 2005 UX131               | 24 ottobre 2005   | NEAT                 |
| 284120 - | 2005 UM190               | 27 ottobre 2005   | Mt. Lemmon Survey    |
| 284121 - | 2005 UC201               | 25 ottobre 2005   | Spacewatch           |
| 284122 - | 2005 UM219               | 25 ottobre 2005   | Spacewatch           |
| 284123 - | 2005 UZ238               | 25 ottobre 2005   | Spacewatch           |
| 284124 - | 2005 UG239               | 25 ottobre 2005   | Spacewatch           |
| 284125 - | 2005 UM244               | 25 ottobre 2005   | Spacewatch           |
| 284126 - | 2005 UX258               | 25 ottobre 2005   | Spacewatch           |
| 284127 - | 2005 US319               | 27 ottobre 2005   | Spacewatch           |
| 284128 - | 2005 UM365               | 27 ottobre 2005   | Spacewatch           |
| 284129 - | 2005 UO382               | 27 ottobre 2005   | LINEAR               |
| 284130 - | 2005 UT444               | 30 ottobre 2005   | Mt. Lemmon Survey    |
| 284131 - | 2005 UV464               | 30 ottobre 2005   | Spacewatch           |
| 284132 - | 2005 UQ478               | 27 ottobre 2005   | Spacewatch           |
| 284133 - | 2005 UP504               | 24 ottobre 2005   | Tholen, D. J.        |
| 284134 - | 2005 VD38                | 3 novembre 2005   | Mt. Lemmon Survey    |
| 284135 - | 2005 VS57                | 4 novembre 2005   | Mt. Lemmon Survey    |
| 284136 - | 2005 VC77                | 4 novembre 2005   | LINEAR               |
| 284137 - | 2005 VZ88                | 6 novembre 2005   | Spacewatch           |
| 284138 - | 2005 VW124               | 5 novembre 2005   | Spacewatch           |
| 284139 - | 2005 WS6                 | 21 novembre 2005  | CSS                  |
| 284140 - | 2005 WK10                | 22 novembre 2005  | Spacewatch           |
| 284141 - | 2005 WM14                | 22 novembre 2005  | Spacewatch           |
| 284142 - | 2005 WM34                | 21 novembre 2005  | CSS                  |
| 284143 - | 2005 WV43                | 21 novembre 2005  | Spacewatch           |
| 284144 - | 2005 WX48                | 25 novembre 2005  | Spacewatch           |
| 284145 - | 2005 WF58                | 22 novembre 2005  | Spacewatch           |
| 284146 - | 2005 WE68                | 22 novembre 2005  | Spacewatch           |
| 284147 - | 2005 WX71                | 22 novembre 2005  | Spacewatch           |
| 284148 - | 2005 WP83                | 25 novembre 2005  | Mt. Lemmon Survey    |
| 284149 - | 2005 WK90                | 28 novembre 2005  | LINEAR               |
| 284150 - | 2005 WP102               | 24 novembre 2005  | NEAT                 |
| 284151 - | 2005 WT151               | 28 novembre 2005  | CSS                  |
| 284152 - | 2005 XC4                 | 1º dicembre 2005  | NEAT                 |
| 284153 - | 2005 XN32                | 4 dicembre 2005   | Spacewatch           |
| 284154 - | 2005 XO90                | 8 dicembre 2005   | Spacewatch           |
| 284155 - | 2005 YY14                | 22 dicembre 2005  | Spacewatch           |
| 284156 - | 2005 YV33                | 24 dicembre 2005  | Spacewatch           |
| 284157 - | 2005 YL36                | 25 dicembre 2005  | Spacewatch           |
| 284158 - | 2005 YS42                | 24 dicembre 2005  | Spacewatch           |
| 284159 - | 2005 YW46                | 25 dicembre 2005  | Spacewatch           |
| 284160 - | 2005 YB49                | 22 dicembre 2005  | Spacewatch           |
| 284161 - | 2005 YM66                | 25 dicembre 2005  | Spacewatch           |
| 284162 - | 2005 YE70                | 26 dicembre 2005  | Spacewatch           |
| 284163 - | 2005 YX75                | 24 dicembre 2005  | Spacewatch           |
| 284164 - | 2005 YU81                | 24 dicembre 2005  | Spacewatch           |
| 284165 - | 2005 YB107               | 25 dicembre 2005  | Mt. Lemmon Survey    |
| 284166 - | 2005 YS108               | 25 dicembre 2005  | Spacewatch           |
| 284167 - | 2005 YK122               | 24 dicembre 2005  | Spacewatch           |
| 284168 - | 2005 YU151               | 26 dicembre 2005  | Spacewatch           |
| 284169 - | 2005 YX159               | 27 dicembre 2005  | Spacewatch           |
| 284170 - | 2005 YZ161               | 27 dicembre 2005  | Spacewatch           |
| 284171 - | 2005 YE241               | 29 dicembre 2005  | Spacewatch           |
| 284172 - | 2005 YT270               | 28 dicembre 2005  | CSS                  |
| 284173 - | 2005 YL282               | 26 dicembre 2005  | Mt. Lemmon Survey    |
| 284174 - | 2006 AL                  | 2 gennaio 2006    | Mt. Lemmon Survey    |
| 284175 - | 2006 AP15                | 5 gennaio 2006    | Mt. Lemmon Survey    |
| 284176 - | 2006 AH29                | 6 gennaio 2006    | Spacewatch           |
| 284177 - | 2006 AT30                | 4 gennaio 2006    | Spacewatch           |
| 284178 - | 2006 AM40                | 7 gennaio 2006    | Mt. Lemmon Survey    |
| 284179 - | 2006 AO48                | 8 gennaio 2006    | Mt. Lemmon Survey    |
| 284180 - | 2006 AR48                | 8 gennaio 2006    | Mt. Lemmon Survey    |
| 284181 - | 2006 AT56                | 7 gennaio 2006    | Mt. Lemmon Survey    |
| 284182 - | 2006 AS72                | 6 gennaio 2006    | Spacewatch           |
| 284183 - | 2006 AB73                | 7 gennaio 2006    | LINEAR               |
| 284184 - | 2006 AX80                | 8 gennaio 2006    | Mt. Lemmon Survey    |
| 284185 - | 2006 AH87                | 4 gennaio 2006    | Spacewatch           |
| 284186 - | 2006 AZ94                | 9 gennaio 2006    | Spacewatch           |
| 284187 - | 2006 AZ100               | 5 gennaio 2006    | LINEAR               |
| 284188 - | 2006 AC102               | 7 gennaio 2006    | Mt. Lemmon Survey    |
| 284189 - | 2006 AA105               | 7 gennaio 2006    | Mt. Lemmon Survey    |
| 284190 - | 2006 BH1                 | 20 gennaio 2006   | Spacewatch           |
| 284191 - | 2006 BQ3                 | 21 gennaio 2006   | Spacewatch           |
| 284192 - | 2006 BR12                | 21 gennaio 2006   | Spacewatch           |
| 284193 - | 2006 BK13                | 22 gennaio 2006   | LONEOS               |
| 284194 - | 2006 BC24                | 23 gennaio 2006   | LINEAR               |
| 284195 - | 2006 BH25                | 23 gennaio 2006   | Mt. Lemmon Survey    |
| 284196 - | 2006 BR31                | 20 gennaio 2006   | Spacewatch           |
| 284197 - | 2006 BW95                | 26 gennaio 2006   | Spacewatch           |
| 284198 - | 2006 BB115               | 26 gennaio 2006   | Spacewatch           |
| 284199 - | 2006 BU116               | 26 gennaio 2006   | Spacewatch           |
| 284200 - | 2006 BM128               | 26 gennaio 2006   | Mt. Lemmon Survey    |

## 284201-284300
| Nome     | Designazione provvisoria | Data di scoperta | Scopritore           |
| -------- | ------------------------ | ---------------- | -------------------- |
| 284201 - | 2006 BB182               | 27 gennaio 2006  | Mt. Lemmon Survey    |
| 284202 - | 2006 BC182               | 27 gennaio 2006  | Mt. Lemmon Survey    |
| 284203 - | 2006 BK184               | 28 gennaio 2006  | Mt. Lemmon Survey    |
| 284204 - | 2006 BM192               | 30 gennaio 2006  | Spacewatch           |
| 284205 - | 2006 BF194               | 30 gennaio 2006  | Spacewatch           |
| 284206 - | 2006 BA196               | 30 gennaio 2006  | Spacewatch           |
| 284207 - | 2006 BO200               | 31 gennaio 2006  | Spacewatch           |
| 284208 - | 2006 BD203               | 31 gennaio 2006  | Spacewatch           |
| 284209 - | 2006 BL219               | 28 gennaio 2006  | Mt. Lemmon Survey    |
| 284210 - | 2006 BV219               | 30 gennaio 2006  | Spacewatch           |
| 284211 - | 2006 BU237               | 31 gennaio 2006  | Spacewatch           |
| 284212 - | 2006 BF248               | 31 gennaio 2006  | Spacewatch           |
| 284213 - | 2006 BR252               | 31 gennaio 2006  | Spacewatch           |
| 284214 - | 2006 BT262               | 31 gennaio 2006  | Spacewatch           |
| 284215 - | 2006 BY269               | 28 gennaio 2006  | CSS                  |
| 284216 - | 2006 CD8                 | 1º febbraio 2006 | Mt. Lemmon Survey    |
| 284217 - | 2006 CG18                | 1º febbraio 2006 | Mt. Lemmon Survey    |
| 284218 - | 2006 CZ25                | 2 febbraio 2006  | Spacewatch           |
| 284219 - | 2006 CQ36                | 2 febbraio 2006  | Mt. Lemmon Survey    |
| 284220 - | 2006 CP49                | 3 febbraio 2006  | LINEAR               |
| 284221 - | 2006 CN51                | 4 febbraio 2006  | Spacewatch           |
| 284222 - | 2006 DC2                 | 20 febbraio 2006 | Spacewatch           |
| 284223 - | 2006 DE10                | 21 febbraio 2006 | CSS                  |
| 284224 - | 2006 DV21                | 20 febbraio 2006 | Spacewatch           |
| 284225 - | 2006 DT42                | 20 febbraio 2006 | Spacewatch           |
| 284226 - | 2006 DF44                | 20 febbraio 2006 | CSS                  |
| 284227 - | 2006 DK53                | 24 febbraio 2006 | Spacewatch           |
| 284228 - | 2006 DZ53                | 24 febbraio 2006 | Mt. Lemmon Survey    |
| 284229 - | 2006 DJ63                | 22 febbraio 2006 | CSS                  |
| 284230 - | 2006 DB66                | 21 febbraio 2006 | CSS                  |
| 284231 - | 2006 DM71                | 21 febbraio 2006 | Mt. Lemmon Survey    |
| 284232 - | 2006 DZ73                | 23 febbraio 2006 | Spacewatch           |
| 284233 - | 2006 DJ87                | 24 febbraio 2006 | Spacewatch           |
| 284234 - | 2006 DE112               | 27 febbraio 2006 | Mt. Lemmon Survey    |
| 284235 - | 2006 DK113               | 27 febbraio 2006 | Spacewatch           |
| 284236 - | 2006 DZ122               | 24 febbraio 2006 | Spacewatch           |
| 284237 - | 2006 DO141               | 25 febbraio 2006 | Spacewatch           |
| 284238 - | 2006 DL166               | 27 febbraio 2006 | Spacewatch           |
| 284239 - | 2006 DW172               | 27 febbraio 2006 | Spacewatch           |
| 284240 - | 2006 DQ192               | 27 febbraio 2006 | Spacewatch           |
| 284241 - | 2006 DZ212               | 24 febbraio 2006 | Spacewatch           |
| 284242 - | 2006 EO9                 | 2 marzo 2006     | Spacewatch           |
| 284243 - | 2006 EJ10                | 2 marzo 2006     | Spacewatch           |
| 284244 - | 2006 ES16                | 2 marzo 2006     | Mt. Lemmon Survey    |
| 284245 - | 2006 EW25                | 3 marzo 2006     | Spacewatch           |
| 284246 - | 2006 ES38                | 4 marzo 2006     | Spacewatch           |
| 284247 - | 2006 EN39                | 4 marzo 2006     | Spacewatch           |
| 284248 - | 2006 ER43                | 5 marzo 2006     | LINEAR               |
| 284249 - | 2006 EN50                | 4 marzo 2006     | Spacewatch           |
| 284250 - | 2006 FT28                | 24 marzo 2006    | Mt. Lemmon Survey    |
| 284251 - | 2006 FP36                | 21 marzo 2006    | LINEAR               |
| 284252 - | 2006 FO43                | 22 marzo 2006    | LINEAR               |
| 284253 - | 2006 FW45                | 25 marzo 2006    | CSS                  |
| 284254 - | 2006 GC14                | 2 aprile 2006    | Spacewatch           |
| 284255 - | 2006 GC20                | 2 aprile 2006    | Spacewatch           |
| 284256 - | 2006 GH22                | 2 aprile 2006    | Spacewatch           |
| 284257 - | 2006 GP26                | 2 aprile 2006    | Spacewatch           |
| 284258 - | 2006 GH27                | 2 aprile 2006    | Spacewatch           |
| 284259 - | 2006 GC29                | 2 aprile 2006    | Spacewatch           |
| 284260 - | 2006 GH33                | 7 aprile 2006    | Spacewatch           |
| 284261 - | 2006 GB39                | 7 aprile 2006    | LONEOS               |
| 284262 - | 2006 GY51                | 7 aprile 2006    | Siding Spring Survey |
| 284263 - | 2006 HH7                 | 19 aprile 2006   | LONEOS               |
| 284264 - | 2006 HW9                 | 19 aprile 2006   | Spacewatch           |
| 284265 - | 2006 HO22                | 20 aprile 2006   | Spacewatch           |
| 284266 - | 2006 HL28                | 20 aprile 2006   | Spacewatch           |
| 284267 - | 2006 HX44                | 25 aprile 2006   | Spacewatch           |
| 284268 - | 2006 HK77                | 25 aprile 2006   | Spacewatch           |
| 284269 - | 2006 HF84                | 26 aprile 2006   | Spacewatch           |
| 284270 - | 2006 HY88                | 18 aprile 2006   | NEAT                 |
| 284271 - | 2006 HA90                | 26 aprile 2006   | LONEOS               |
| 284272 - | 2006 HC98                | 30 aprile 2006   | Spacewatch           |
| 284273 - | 2006 HF99                | 30 aprile 2006   | Spacewatch           |
| 284274 - | 2006 HS106               | 30 aprile 2006   | Spacewatch           |
| 284275 - | 2006 JW4                 | 2 maggio 2006    | Mt. Lemmon Survey    |
| 284276 - | 2006 JL10                | 1º maggio 2006   | Spacewatch           |
| 284277 - | 2006 JO14                | 1º maggio 2006   | Spacewatch           |
| 284278 - | 2006 JJ27                | 1º maggio 2006   | Spacewatch           |
| 284279 - | 2006 JT40                | 7 maggio 2006    | Spacewatch           |
| 284280 - | 2006 JA44                | 6 maggio 2006    | Spacewatch           |
| 284281 - | 2006 JW45                | 8 maggio 2006    | Siding Spring Survey |
| 284282 - | 2006 JJ48                | 5 maggio 2006    | Spacewatch           |
| 284283 - | 2006 JJ50                | 2 maggio 2006    | Mt. Lemmon Survey    |
| 284284 - | 2006 JE57                | 14 maggio 2006   | NEAT                 |
| 284285 - | 2006 KW11                | 20 maggio 2006   | Spacewatch           |
| 284286 - | 2006 KR21                | 19 maggio 2006   | Mt. Lemmon Survey    |
| 284287 - | 2006 KO22                | 20 maggio 2006   | CSS                  |
| 284288 - | 2006 KN35                | 20 maggio 2006   | Spacewatch           |
| 284289 - | 2006 KM39                | 20 maggio 2006   | Siding Spring Survey |
| 284290 - | 2006 KR59                | 22 maggio 2006   | Spacewatch           |
| 284291 - | 2006 KE84                | 22 maggio 2006   | Spacewatch           |
| 284292 - | 2006 KH86                | 23 maggio 2006   | LONEOS               |
| 284293 - | 2006 KP92                | 25 maggio 2006   | Spacewatch           |
| 284294 - | 2006 KK100               | 29 maggio 2006   | Broughton, J.        |
| 284295 - | 2006 KT103               | 30 maggio 2006   | Nyukasa              |
| 284296 - | 2006 KD109               | 31 maggio 2006   | Mt. Lemmon Survey    |
| 284297 - | 2006 KC117               | 29 maggio 2006   | Spacewatch           |
| 284298 - | 2006 KL120               | 31 maggio 2006   | Spacewatch           |
| 284299 - | 2006 KY140               | 20 maggio 2006   | Mt. Lemmon Survey    |
| 284300 - | 2006 KY143               | 18 maggio 2006   | NEAT                 |

## 284301-284400
| Nome               | Designazione provvisoria | Data di scoperta  | Scopritore              |
| ------------------ | ------------------------ | ----------------- | ----------------------- |
| 284301 -           | 2006 OZ6                 | 24 luglio 2006    | Observatoire Naef       |
| 284302 -           | 2006 OK15                | 30 luglio 2006    | Broughton, J.           |
| 284303 -           | 2006 PY12                | 14 agosto 2006    | Siding Spring Survey    |
| 284304 -           | 2006 PL24                | 12 agosto 2006    | NEAT                    |
| 284305 -           | 2006 PK34                | 15 agosto 2006    | NEAT                    |
| 284306 -           | 2006 QO5                 | 16 agosto 2006    | Broughton, J.           |
| 284307 -           | 2006 QR13                | 17 agosto 2006    | NEAT                    |
| 284308 -           | 2006 QG33                | 24 agosto 2006    | Ferrando, R.            |
| 284309 -           | 2006 QJ40                | 25 agosto 2006    | Siding Spring Survey    |
| 284310 -           | 2006 QO49                | 22 agosto 2006    | NEAT                    |
| 284311 -           | 2006 QA57                | 19 agosto 2006    | Spacewatch              |
| 284312 -           | 2006 QB57                | 19 agosto 2006    | Spacewatch              |
| 284313 -           | 2006 QF99                | 23 agosto 2006    | NEAT                    |
| 284314 -           | 2006 QJ104               | 27 agosto 2006    | Spacewatch              |
| 284315 -           | 2006 QH113               | 24 agosto 2006    | LINEAR                  |
| 284316 -           | 2006 QQ118               | 27 agosto 2006    | LONEOS                  |
| 284317 -           | 2006 QV123               | 29 agosto 2006    | LONEOS                  |
| 284318 -           | 2006 QX135               | 28 agosto 2006    | LONEOS                  |
| 284319 -           | 2006 QJ142               | 18 agosto 2006    | NEAT                    |
| 284320 -           | 2006 QK142               | 18 agosto 2006    | NEAT                    |
| 284321 -           | 2006 QF161               | 19 agosto 2006    | Spacewatch              |
| 284322 -           | 2006 QP164               | 29 agosto 2006    | LONEOS                  |
| 284323 -           | 2006 QV164               | 29 agosto 2006    | LONEOS                  |
| 284324 -           | 2006 QM166               | 29 agosto 2006    | LONEOS                  |
| 284325 -           | 2006 QO170               | 18 agosto 2006    | NEAT                    |
| 284326 -           | 2006 QG182               | 27 agosto 2006    | Becker, A. C.           |
| 284327 -           | 2006 RY1                 | 13 settembre 2006 | Eskridge                |
| 284328 -           | 2006 RD7                 | 14 settembre 2006 | Spacewatch              |
| 284329 -           | 2006 RE12                | 14 settembre 2006 | Bickel, W.              |
| 284330 -           | 2006 RY12                | 14 settembre 2006 | Spacewatch              |
| 284331 -           | 2006 RU14                | 14 settembre 2006 | Spacewatch              |
| 284332 -           | 2006 RQ15                | 14 settembre 2006 | CSS                     |
| 284333 -           | 2006 RB16                | 14 settembre 2006 | NEAT                    |
| 284334 -           | 2006 RV17                | 14 settembre 2006 | NEAT                    |
| 284335 -           | 2006 RR18                | 14 settembre 2006 | CSS                     |
| 284336 -           | 2006 RS23                | 13 settembre 2006 | NEAT                    |
| 284337 -           | 2006 RL24                | 14 settembre 2006 | Spacewatch              |
| 284338 -           | 2006 RA41                | 14 settembre 2006 | Spacewatch              |
| 284339 -           | 2006 RG41                | 14 settembre 2006 | NEAT                    |
| 284340 -           | 2006 RR42                | 14 settembre 2006 | Spacewatch              |
| 284341 -           | 2006 RK44                | 14 settembre 2006 | Spacewatch              |
| 284342 -           | 2006 RD56                | 14 settembre 2006 | Spacewatch              |
| 284343 -           | 2006 RN58                | 15 settembre 2006 | Spacewatch              |
| 284344 -           | 2006 RY63                | 12 settembre 2006 | CSS                     |
| 284345 -           | 2006 RY67                | 15 settembre 2006 | Spacewatch              |
| 284346 -           | 2006 RC70                | 15 settembre 2006 | Spacewatch              |
| 284347 -           | 2006 RT71                | 15 settembre 2006 | Spacewatch              |
| 284348 -           | 2006 RJ77                | 15 settembre 2006 | Spacewatch              |
| 284349 -           | 2006 RO95                | 15 settembre 2006 | Spacewatch              |
| 284350 -           | 2006 RC98                | 14 settembre 2006 | NEAT                    |
| 284351 -           | 2006 RJ98                | 14 settembre 2006 | NEAT                    |
| 284352 -           | 2006 RF121               | 6 settembre 2006  | NEAT                    |
| 284353 -           | 2006 SU42                | 18 settembre 2006 | CSS                     |
| 284354 -           | 2006 SK60                | 18 settembre 2006 | CSS                     |
| 284355 -           | 2006 ST62                | 18 settembre 2006 | Spacewatch              |
| 284356 -           | 2006 SU67                | 19 settembre 2006 | CSS                     |
| 284357 Semseyandor | 2006 SA78                | 23 settembre 2006 | Sarneczky, K., Kuli, Z. |
| 284358 -           | 2006 SX86                | 18 settembre 2006 | Spacewatch              |
| 284359 -           | 2006 SF116               | 24 settembre 2006 | LONEOS                  |
| 284360 -           | 2006 SV120               | 18 settembre 2006 | CSS                     |
| 284361 -           | 2006 SP126               | 21 settembre 2006 | LONEOS                  |
| 284362 -           | 2006 SM128               | 17 settembre 2006 | LONEOS                  |
| 284363 -           | 2006 SY133               | 17 settembre 2006 | CSS                     |
| 284364 -           | 2006 SY145               | 19 settembre 2006 | Spacewatch              |
| 284365 -           | 2006 SP153               | 20 settembre 2006 | CSS                     |
| 284366 -           | 2006 SM154               | 20 settembre 2006 | NEAT                    |
| 284367 -           | 2006 SD183               | 25 settembre 2006 | Mt. Lemmon Survey       |
| 284368 -           | 2006 SU183               | 25 settembre 2006 | Mt. Lemmon Survey       |
| 284369 -           | 2006 SZ183               | 25 settembre 2006 | Spacewatch              |
| 284370 -           | 2006 SX184               | 25 settembre 2006 | Mt. Lemmon Survey       |
| 284371 -           | 2006 SZ201               | 24 settembre 2006 | Spacewatch              |
| 284372 -           | 2006 SG212               | 26 settembre 2006 | Spacewatch              |
| 284373 -           | 2006 SL227               | 26 settembre 2006 | Spacewatch              |
| 284374 -           | 2006 ST250               | 26 settembre 2006 | Spacewatch              |
| 284375 -           | 2006 SJ285               | 27 settembre 2006 | Mt. Lemmon Survey       |
| 284376 -           | 2006 SP286               | 21 settembre 2006 | LONEOS                  |
| 284377 -           | 2006 SE291               | 16 settembre 2006 | CSS                     |
| 284378 -           | 2006 SL291               | 16 settembre 2006 | Siding Spring Survey    |
| 284379 -           | 2006 SN315               | 27 settembre 2006 | Spacewatch              |
| 284380 -           | 2006 SJ337               | 28 settembre 2006 | Spacewatch              |
| 284381 -           | 2006 SA339               | 28 settembre 2006 | Spacewatch              |
| 284382 -           | 2006 SV352               | 30 settembre 2006 | CSS                     |
| 284383 -           | 2006 SC363               | 30 settembre 2006 | CSS                     |
| 284384 -           | 2006 SD371               | 27 settembre 2006 | CSS                     |
| 284385 -           | 2006 SB376               | 17 settembre 2006 | Becker, A. C.           |
| 284386 -           | 2006 SE376               | 17 settembre 2006 | Becker, A. C.           |
| 284387 -           | 2006 SU381               | 28 settembre 2006 | Becker, A. C.           |
| 284388 -           | 2006 SZ386               | 30 settembre 2006 | Becker, A. C.           |
| 284389 -           | 2006 TT14                | 11 ottobre 2006   | Spacewatch              |
| 284390 -           | 2006 TM20                | 11 ottobre 2006   | Spacewatch              |
| 284391 -           | 2006 TQ23                | 11 ottobre 2006   | Spacewatch              |
| 284392 -           | 2006 TE37                | 12 ottobre 2006   | Spacewatch              |
| 284393 -           | 2006 TQ56                | 13 ottobre 2006   | Spacewatch              |
| 284394 -           | 2006 TT57                | 15 ottobre 2006   | CSS                     |
| 284395 -           | 2006 TW59                | 13 ottobre 2006   | Spacewatch              |
| 284396 -           | 2006 TE65                | 11 ottobre 2006   | NEAT                    |
| 284397 -           | 2006 TY91                | 13 ottobre 2006   | Spacewatch              |
| 284398 -           | 2006 TN111               | 1º ottobre 2006   | Becker, A. C.           |
| 284399 -           | 2006 UZ7                 | 16 ottobre 2006   | CSS                     |
| 284400 -           | 2006 UC17                | 19 ottobre 2006   | CSS                     |

## 284401-284500
| Nome     | Designazione provvisoria | Data di scoperta | Scopritore               |
| -------- | ------------------------ | ---------------- | ------------------------ |
| 284401 - | 2006 UD54                | 17 ottobre 2006  | CSS                      |
| 284402 - | 2006 UC80                | 17 ottobre 2006  | Mt. Lemmon Survey        |
| 284403 - | 2006 UP91                | 18 ottobre 2006  | Spacewatch               |
| 284404 - | 2006 UF96                | 18 ottobre 2006  | Spacewatch               |
| 284405 - | 2006 UH127               | 19 ottobre 2006  | Spacewatch               |
| 284406 - | 2006 UU153               | 21 ottobre 2006  | Spacewatch               |
| 284407 - | 2006 UQ156               | 21 ottobre 2006  | CSS                      |
| 284408 - | 2006 UV183               | 18 ottobre 2006  | Siding Spring Survey     |
| 284409 - | 2006 UP191               | 19 ottobre 2006  | CSS                      |
| 284410 - | 2006 UF200               | 21 ottobre 2006  | Spacewatch               |
| 284411 - | 2006 UU202               | 22 ottobre 2006  | NEAT                     |
| 284412 - | 2006 UY222               | 17 ottobre 2006  | CSS                      |
| 284413 - | 2006 UH228               | 20 ottobre 2006  | NEAT                     |
| 284414 - | 2006 UC230               | 21 ottobre 2006  | NEAT                     |
| 284415 - | 2006 UZ232               | 21 ottobre 2006  | NEAT                     |
| 284416 - | 2006 UC309               | 19 ottobre 2006  | Buie, M. W.              |
| 284417 - | 2006 UY329               | 31 ottobre 2006  | Mt. Lemmon Survey        |
| 284418 - | 2006 VV144               | 15 novembre 2006 | CSS                      |
| 284419 - | 2006 WD150               | 20 novembre 2006 | Spacewatch               |
| 284420 - | 2006 XM5                 | 6 dicembre 2006  | NEAT                     |
| 284421 - | 2006 XM38                | 11 dicembre 2006 | Spacewatch               |
| 284422 - | 2006 YD                  | 16 dicembre 2006 | CSS                      |
| 284423 - | 2007 AR17                | 15 gennaio 2007  | CSS                      |
| 284424 - | 2007 BO36                | 24 gennaio 2007  | LINEAR                   |
| 284425 - | 2007 BG68                | 27 gennaio 2007  | Spacewatch               |
| 284426 - | 2007 CT                  | 5 febbraio 2007  | Lin, H.-C., Ye, Q.-z.    |
| 284427 - | 2007 CD35                | 6 febbraio 2007  | Spacewatch               |
| 284428 - | 2007 CE64                | 13 febbraio 2007 | Mt. Lemmon Survey        |
| 284429 - | 2007 DC4                 | 16 febbraio 2007 | Mt. Lemmon Survey        |
| 284430 - | 2007 DQ10                | 17 febbraio 2007 | Spacewatch               |
| 284431 - | 2007 DB30                | 17 febbraio 2007 | Spacewatch               |
| 284432 - | 2007 DV38                | 17 febbraio 2007 | Spacewatch               |
| 284433 - | 2007 DU52                | 19 febbraio 2007 | Mt. Lemmon Survey        |
| 284434 - | 2007 DQ53                | 19 febbraio 2007 | Mt. Lemmon Survey        |
| 284435 - | 2007 DZ62                | 21 febbraio 2007 | Spacewatch               |
| 284436 - | 2007 DR96                | 23 febbraio 2007 | Mt. Lemmon Survey        |
| 284437 - | 2007 DB98                | 23 febbraio 2007 | Spacewatch               |
| 284438 - | 2007 DC105               | 21 febbraio 2007 | Spacewatch               |
| 284439 - | 2007 DQ114               | 26 febbraio 2007 | Mt. Lemmon Survey        |
| 284440 - | 2007 EF9                 | 9 marzo 2007     | Mt. Lemmon Survey        |
| 284441 - | 2007 EN37                | 11 marzo 2007    | Mt. Lemmon Survey        |
| 284442 - | 2007 ES40                | 9 marzo 2007     | Spacewatch               |
| 284443 - | 2007 EE51                | 10 marzo 2007    | Spacewatch               |
| 284444 - | 2007 EZ51                | 11 marzo 2007    | CSS                      |
| 284445 - | 2007 EU86                | 13 marzo 2007    | CSS                      |
| 284446 - | 2007 EB91                | 9 marzo 2007     | Mt. Lemmon Survey        |
| 284447 - | 2007 ET144               | 12 marzo 2007    | Mt. Lemmon Survey        |
| 284448 - | 2007 EE153               | 12 marzo 2007    | Mt. Lemmon Survey        |
| 284449 - | 2007 EL191               | 13 marzo 2007    | Spacewatch               |
| 284450 - | 2007 EY213               | 11 marzo 2007    | Mt. Lemmon Survey        |
| 284451 - | 2007 ES218               | 11 marzo 2007    | CSS                      |
| 284452 - | 2007 EU218               | 11 marzo 2007    | Mt. Lemmon Survey        |
| 284453 - | 2007 EE220               | 13 marzo 2007    | Mt. Lemmon Survey        |
| 284454 - | 2007 EX221               | 9 marzo 2007     | Spacewatch               |
| 284455 - | 2007 FF20                | 24 marzo 2007    | Kocher, P.               |
| 284456 - | 2007 FM28                | 20 marzo 2007    | Mt. Lemmon Survey        |
| 284457 - | 2007 FT36                | 26 marzo 2007    | Spacewatch               |
| 284458 - | 2007 GB1                 | 8 aprile 2007    | Casulli, V. S.           |
| 284459 - | 2007 GG10                | 11 aprile 2007   | Spacewatch               |
| 284460 - | 2007 GH19                | 11 aprile 2007   | Spacewatch               |
| 284461 - | 2007 GH30                | 14 aprile 2007   | Mt. Lemmon Survey        |
| 284462 - | 2007 GL36                | 14 aprile 2007   | Spacewatch               |
| 284463 - | 2007 GO40                | 14 aprile 2007   | Spacewatch               |
| 284464 - | 2007 GE42                | 14 aprile 2007   | Spacewatch               |
| 284465 - | 2007 GU53                | 14 aprile 2007   | Mt. Lemmon Survey        |
| 284466 - | 2007 GF56                | 15 aprile 2007   | Spacewatch               |
| 284467 - | 2007 GH64                | 15 aprile 2007   | Spacewatch               |
| 284468 - | 2007 GH67                | 15 aprile 2007   | Spacewatch               |
| 284469 - | 2007 GW76                | 12 aprile 2007   | Siding Spring Survey     |
| 284470 - | 2007 HT6                 | 16 aprile 2007   | Mt. Lemmon Survey        |
| 284471 - | 2007 HP21                | 18 aprile 2007   | Spacewatch               |
| 284472 - | 2007 HC39                | 20 aprile 2007   | Spacewatch               |
| 284473 - | 2007 HX40                | 20 aprile 2007   | Spacewatch               |
| 284474 - | 2007 HR50                | 20 aprile 2007   | Spacewatch               |
| 284475 - | 2007 HJ57                | 22 aprile 2007   | Mt. Lemmon Survey        |
| 284476 - | 2007 HQ59                | 18 aprile 2007   | Mt. Lemmon Survey        |
| 284477 - | 2007 HG86                | 24 aprile 2007   | Spacewatch               |
| 284478 - | 2007 HK88                | 19 aprile 2007   | LINEAR                   |
| 284479 - | 2007 HB98                | 20 aprile 2007   | Spacewatch               |
| 284480 - | 2007 JT1                 | 7 maggio 2007    | CSS                      |
| 284481 - | 2007 JU3                 | 6 maggio 2007    | PMO NEO Survey Program   |
| 284482 - | 2007 JF20                | 11 maggio 2007   | Mt. Lemmon Survey        |
| 284483 - | 2007 JG21                | 11 maggio 2007   | Hoenig, S. F., Teamo, N. |
| 284484 - | 2007 JD27                | 9 maggio 2007    | Spacewatch               |
| 284485 - | 2007 JL44                | 12 maggio 2007   | PMO NEO Survey Program   |
| 284486 - | 2007 LR20                | 10 giugno 2007   | Spacewatch               |
| 284487 - | 2007 LV26                | 14 giugno 2007   | Spacewatch               |
| 284488 - | 2007 MF15                | 20 giugno 2007   | Spacewatch               |
| 284489 - | 2007 MJ16                | 21 giugno 2007   | Spacewatch               |
| 284490 - | 2007 NZ                  | 11 luglio 2007   | OAM                      |
| 284491 - | 2007 NQ2                 | 13 luglio 2007   | OAM                      |
| 284492 - | 2007 NF5                 | 11 luglio 2007   | LUSS                     |
| 284493 - | 2007 ND6                 | 10 luglio 2007   | Siding Spring Survey     |
| 284494 - | 2007 OB1                 | 16 luglio 2007   | LINEAR                   |
| 284495 - | 2007 OX1                 | 19 luglio 2007   | Hoenig, S. F., Teamo, N. |
| 284496 - | 2007 PD7                 | 5 agosto 2007    | LINEAR                   |
| 284497 - | 2007 PU8                 | 5 agosto 2007    | Chante-Perdrix           |
| 284498 - | 2007 PH9                 | 11 agosto 2007   | BATTeRS                  |
| 284499 - | 2007 PS14                | 8 agosto 2007    | LINEAR                   |
| 284500 - | 2007 PE15                | 8 agosto 2007    | LINEAR                   |

## 284501-284600
| Nome     | Designazione provvisoria | Data di scoperta  | Scopritore               |
| -------- | ------------------------ | ----------------- | ------------------------ |
| 284501 - | 2007 PU18                | 9 agosto 2007     | LINEAR                   |
| 284502 - | 2007 PV24                | 12 agosto 2007    | LINEAR                   |
| 284503 - | 2007 PD26                | 11 agosto 2007    | LINEAR                   |
| 284504 - | 2007 PM26                | 12 agosto 2007    | LINEAR                   |
| 284505 - | 2007 PU32                | 9 agosto 2007     | LINEAR                   |
| 284506 - | 2007 PO33                | 11 agosto 2007    | LINEAR                   |
| 284507 - | 2007 PP37                | 13 agosto 2007    | LINEAR                   |
| 284508 - | 2007 PX38                | 15 agosto 2007    | LINEAR                   |
| 284509 - | 2007 QU12                | 21 agosto 2007    | Siding Spring Survey     |
| 284510 - | 2007 RM15                | 12 settembre 2007 | Hoenig, S. F., Teamo, N. |
| 284511 - | 2007 RZ20                | 3 settembre 2007  | CSS                      |
| 284512 - | 2007 RQ35                | 8 settembre 2007  | LONEOS                   |
| 284513 - | 2007 RY37                | 8 settembre 2007  | LONEOS                   |
| 284514 - | 2007 RS38                | 8 settembre 2007  | LONEOS                   |
| 284515 - | 2007 RR45                | 9 settembre 2007  | Spacewatch               |
| 284516 - | 2007 RJ48                | 9 settembre 2007  | Mt. Lemmon Survey        |
| 284517 - | 2007 RO64                | 10 settembre 2007 | Mt. Lemmon Survey        |
| 284518 - | 2007 RY66                | 10 settembre 2007 | Mt. Lemmon Survey        |
| 284519 - | 2007 RD80                | 10 settembre 2007 | Mt. Lemmon Survey        |
| 284520 - | 2007 RB96                | 10 settembre 2007 | Spacewatch               |
| 284521 - | 2007 RN96                | 10 settembre 2007 | Spacewatch               |
| 284522 - | 2007 RT97                | 10 settembre 2007 | Spacewatch               |
| 284523 - | 2007 RM113               | 11 settembre 2007 | CSS                      |
| 284524 - | 2007 RH120               | 11 settembre 2007 | Crni Vrh                 |
| 284525 - | 2007 RP123               | 12 settembre 2007 | Mt. Lemmon Survey        |
| 284526 - | 2007 RN135               | 13 settembre 2007 | Mt. Lemmon Survey        |
| 284527 - | 2007 RU137               | 14 settembre 2007 | LONEOS                   |
| 284528 - | 2007 RQ138               | 15 settembre 2007 | LUSS                     |
| 284529 - | 2007 RM139               | 7 settembre 2007  | LINEAR                   |
| 284530 - | 2007 RS145               | 14 settembre 2007 | LINEAR                   |
| 284531 - | 2007 RB148               | 11 settembre 2007 | PMO NEO Survey Program   |
| 284532 - | 2007 RW157               | 11 settembre 2007 | PMO NEO Survey Program   |
| 284533 - | 2007 RW170               | 10 settembre 2007 | Spacewatch               |
| 284534 - | 2007 RZ172               | 10 settembre 2007 | Spacewatch               |
| 284535 - | 2007 RW177               | 10 settembre 2007 | Spacewatch               |
| 284536 - | 2007 RJ189               | 10 settembre 2007 | Spacewatch               |
| 284537 - | 2007 RT199               | 13 settembre 2007 | Spacewatch               |
| 284538 - | 2007 RA204               | 9 settembre 2007  | Spacewatch               |
| 284539 - | 2007 RV204               | 9 settembre 2007  | Spacewatch               |
| 284540 - | 2007 RA217               | 13 settembre 2007 | Mt. Lemmon Survey        |
| 284541 - | 2007 RD218               | 13 settembre 2007 | Mt. Lemmon Survey        |
| 284542 - | 2007 RF244               | 15 settembre 2007 | LINEAR                   |
| 284543 - | 2007 RC250               | 13 settembre 2007 | Spacewatch               |
| 284544 - | 2007 RC252               | 13 settembre 2007 | Spacewatch               |
| 284545 - | 2007 RV270               | 15 settembre 2007 | Spacewatch               |
| 284546 - | 2007 RX277               | 5 settembre 2007  | CSS                      |
| 284547 - | 2007 RK278               | 5 settembre 2007  | CSS                      |
| 284548 - | 2007 RL279               | 6 settembre 2007  | Siding Spring Survey     |
| 284549 - | 2007 RJ284               | 11 settembre 2007 | Mt. Lemmon Survey        |
| 284550 - | 2007 RF293               | 13 settembre 2007 | Mt. Lemmon Survey        |
| 284551 - | 2007 RM301               | 13 settembre 2007 | Mt. Lemmon Survey        |
| 284552 - | 2007 RY317               | 10 settembre 2007 | Spacewatch               |
| 284553 - | 2007 RD319               | 12 settembre 2007 | CSS                      |
| 284554 - | 2007 RM324               | 15 settembre 2007 | Mt. Lemmon Survey        |
| 284555 - | 2007 SS9                 | 18 settembre 2007 | Spacewatch               |
| 284556 - | 2007 SD11                | 22 settembre 2007 | Hug, G.                  |
| 284557 - | 2007 SA13                | 19 settembre 2007 | Spacewatch               |
| 284558 - | 2007 SZ21                | 21 settembre 2007 | LINEAR                   |
| 284559 - | 2007 TD3                 | 5 ottobre 2007    | Mahony, J.               |
| 284560 - | 2007 TN6                 | 6 ottobre 2007    | Chante-Perdrix           |
| 284561 - | 2007 TN30                | 4 ottobre 2007    | Spacewatch               |
| 284562 - | 2007 TH32                | 6 ottobre 2007    | Spacewatch               |
| 284563 - | 2007 TR35                | 7 ottobre 2007    | CSS                      |
| 284564 - | 2007 TV45                | 7 ottobre 2007    | CSS                      |
| 284565 - | 2007 TR46                | 4 ottobre 2007    | Spacewatch               |
| 284566 - | 2007 TJ50                | 4 ottobre 2007    | Spacewatch               |
| 284567 - | 2007 TH52                | 4 ottobre 2007    | Spacewatch               |
| 284568 - | 2007 TH54                | 4 ottobre 2007    | Spacewatch               |
| 284569 - | 2007 TD55                | 4 ottobre 2007    | Spacewatch               |
| 284570 - | 2007 TR55                | 4 ottobre 2007    | Spacewatch               |
| 284571 - | 2007 TR56                | 4 ottobre 2007    | Spacewatch               |
| 284572 - | 2007 TE57                | 4 ottobre 2007    | Spacewatch               |
| 284573 - | 2007 TP60                | 6 ottobre 2007    | Spacewatch               |
| 284574 - | 2007 TN67                | 7 ottobre 2007    | CSS                      |
| 284575 - | 2007 TC71                | 13 ottobre 2007   | Endate, K.               |
| 284576 - | 2007 TD92                | 4 ottobre 2007    | PMO NEO Survey Program   |
| 284577 - | 2007 TQ94                | 7 ottobre 2007    | CSS                      |
| 284578 - | 2007 TH100               | 8 ottobre 2007    | Mt. Lemmon Survey        |
| 284579 - | 2007 TT102               | 8 ottobre 2007    | Mt. Lemmon Survey        |
| 284580 - | 2007 TX104               | 8 ottobre 2007    | Mt. Lemmon Survey        |
| 284581 - | 2007 TK132               | 7 ottobre 2007    | Mt. Lemmon Survey        |
| 284582 - | 2007 TY139               | 9 ottobre 2007    | CSS                      |
| 284583 - | 2007 TQ148               | 7 ottobre 2007    | LINEAR                   |
| 284584 - | 2007 TR152               | 9 ottobre 2007    | LINEAR                   |
| 284585 - | 2007 TX176               | 6 ottobre 2007    | Spacewatch               |
| 284586 - | 2007 TR182               | 8 ottobre 2007    | LONEOS                   |
| 284587 - | 2007 TD186               | 13 ottobre 2007   | LINEAR                   |
| 284588 - | 2007 TD193               | 6 ottobre 2007    | Spacewatch               |
| 284589 - | 2007 TJ193               | 6 ottobre 2007    | Spacewatch               |
| 284590 - | 2007 TL195               | 7 ottobre 2007    | Mt. Lemmon Survey        |
| 284591 - | 2007 TT199               | 8 ottobre 2007    | Spacewatch               |
| 284592 - | 2007 TM216               | 7 ottobre 2007    | Spacewatch               |
| 284593 - | 2007 TG241               | 7 ottobre 2007    | Mt. Lemmon Survey        |
| 284594 - | 2007 TY273               | 10 ottobre 2007   | Mt. Lemmon Survey        |
| 284595 - | 2007 TJ283               | 8 ottobre 2007    | Mt. Lemmon Survey        |
| 284596 - | 2007 TX321               | 8 ottobre 2007    | CSS                      |
| 284597 - | 2007 TP343               | 10 ottobre 2007   | Mt. Lemmon Survey        |
| 284598 - | 2007 TN372               | 13 ottobre 2007   | LONEOS                   |
| 284599 - | 2007 TE382               | 14 ottobre 2007   | Spacewatch               |
| 284600 - | 2007 TB414               | 15 ottobre 2007   | CSS                      |

## 284601-284700
| Nome     | Designazione provvisoria | Data di scoperta  | Scopritore             |
| -------- | ------------------------ | ----------------- | ---------------------- |
| 284601 - | 2007 TH418               | 4 ottobre 2007    | Spacewatch             |
| 284602 - | 2007 TJ418               | 4 ottobre 2007    | Spacewatch             |
| 284603 - | 2007 TL418               | 4 ottobre 2007    | Spacewatch             |
| 284604 - | 2007 TC423               | 4 ottobre 2007    | Spacewatch             |
| 284605 - | 2007 TX426               | 9 ottobre 2007    | Spacewatch             |
| 284606 - | 2007 TJ427               | 10 ottobre 2007   | CSS                    |
| 284607 - | 2007 TG429               | 12 ottobre 2007   | Spacewatch             |
| 284608 - | 2007 TE443               | 13 ottobre 2007   | CSS                    |
| 284609 - | 2007 TH444               | 7 ottobre 2007    | CSS                    |
| 284610 - | 2007 TP449               | 10 ottobre 2007   | CSS                    |
| 284611 - | 2007 UR5                 | 16 ottobre 2007   | PMO NEO Survey Program |
| 284612 - | 2007 UF29                | 18 ottobre 2007   | Mt. Lemmon Survey      |
| 284613 - | 2007 UC60                | 30 ottobre 2007   | Mt. Lemmon Survey      |
| 284614 - | 2007 UW65                | 30 ottobre 2007   | CSS                    |
| 284615 - | 2007 UC66                | 20 ottobre 2007   | Spacewatch             |
| 284616 - | 2007 UD72                | 31 ottobre 2007   | Mt. Lemmon Survey      |
| 284617 - | 2007 UL96                | 30 ottobre 2007   | Spacewatch             |
| 284618 - | 2007 UR98                | 30 ottobre 2007   | Spacewatch             |
| 284619 - | 2007 UX123               | 31 ottobre 2007   | CSS                    |
| 284620 - | 2007 UW126               | 20 ottobre 2007   | Mt. Lemmon Survey      |
| 284621 - | 2007 UU130               | 20 ottobre 2007   | Mt. Lemmon Survey      |
| 284622 - | 2007 VN47                | 1º novembre 2007  | Spacewatch             |
| 284623 - | 2007 VF52                | 1º novembre 2007  | Spacewatch             |
| 284624 - | 2007 VH85                | 2 novembre 2007   | LINEAR                 |
| 284625 - | 2007 VS106               | 3 novembre 2007   | Spacewatch             |
| 284626 - | 2007 VR153               | 4 novembre 2007   | Spacewatch             |
| 284627 - | 2007 VP162               | 5 novembre 2007   | Spacewatch             |
| 284628 - | 2007 VL176               | 5 novembre 2007   | Mt. Lemmon Survey      |
| 284629 - | 2007 VU180               | 7 novembre 2007   | CSS                    |
| 284630 - | 2007 VO186               | 11 novembre 2007  | BATTeRS                |
| 284631 - | 2007 VF217               | 9 novembre 2007   | Spacewatch             |
| 284632 - | 2007 VK227               | 12 novembre 2007  | CSS                    |
| 284633 - | 2007 VS265               | 13 novembre 2007  | CSS                    |
| 284634 - | 2007 VK267               | 13 novembre 2007  | Calvin College         |
| 284635 - | 2007 VY267               | 11 novembre 2007  | LINEAR                 |
| 284636 - | 2007 VQ278               | 14 novembre 2007  | Spacewatch             |
| 284637 - | 2007 VO303               | 3 novembre 2007   | CSS                    |
| 284638 - | 2007 VR321               | 5 novembre 2007   | Spacewatch             |
| 284639 - | 2007 VB323               | 2 novembre 2007   | LINEAR                 |
| 284640 - | 2007 VM323               | 3 novembre 2007   | LINEAR                 |
| 284641 - | 2007 VM325               | 2 novembre 2007   | Spacewatch             |
| 284642 - | 2007 VU325               | 2 novembre 2007   | LINEAR                 |
| 284643 - | 2007 VD326               | 3 novembre 2007   | Mt. Lemmon Survey      |
| 284644 - | 2007 VZ333               | 12 novembre 2007  | LINEAR                 |
| 284645 - | 2007 VN334               | 14 novembre 2007  | LINEAR                 |
| 284646 - | 2007 WL9                 | 16 novembre 2007  | Mt. Lemmon Survey      |
| 284647 - | 2007 WG27                | 18 novembre 2007  | Mt. Lemmon Survey      |
| 284648 - | 2007 WK59                | 20 novembre 2007  | Spacewatch             |
| 284649 - | 2007 WO63                | 14 agosto 2002    | NEAT                   |
| 284650 - | 2007 XK1                 | 3 dicembre 2007   | CSS                    |
| 284651 - | 2007 XO6                 | 4 dicembre 2007   | CSS                    |
| 284652 - | 2007 XE28                | 14 dicembre 2007  | PMO NEO Survey Program |
| 284653 - | 2007 YO3                 | 16 dicembre 2007  | Spacewatch             |
| 284654 - | 2007 YE40                | 30 dicembre 2007  | CSS                    |
| 284655 - | 2007 YU47                | 30 dicembre 2007  | OAM                    |
| 284656 - | 2008 AB20                | 10 gennaio 2008   | CSS                    |
| 284657 - | 2008 AM32                | 12 gennaio 2008   | BATTeRS                |
| 284658 - | 2008 AZ103               | 15 gennaio 2008   | Spacewatch             |
| 284659 - | 2008 BO6                 | 16 gennaio 2008   | Spacewatch             |
| 284660 - | 2008 BQ32                | 30 gennaio 2008   | CSS                    |
| 284661 - | 2008 CK20                | 6 febbraio 2008   | CSS                    |
| 284662 - | 2008 CE28                | 2 febbraio 2008   | Spacewatch             |
| 284663 - | 2008 FD63                | 27 marzo 2008     | Spacewatch             |
| 284664 - | 2008 FW132               | 30 marzo 2008     | Spacewatch             |
| 284665 - | 2008 FW134               | 30 marzo 2008     | Spacewatch             |
| 284666 - | 2008 GP42                | 4 aprile 2008     | Spacewatch             |
| 284667 - | 2008 GJ74                | 7 aprile 2008     | Spacewatch             |
| 284668 - | 2008 JA23                | 7 maggio 2008     | Spacewatch             |
| 284669 - | 2008 OQ24                | 31 luglio 2008    | OAM                    |
| 284670 - | 2008 QG5                 | 22 agosto 2008    | Spacewatch             |
| 284671 - | 2008 QG14                | 21 agosto 2008    | Spacewatch             |
| 284672 - | 2008 QA44                | 27 agosto 2008    | OAM                    |
| 284673 - | 2008 RC11                | 3 settembre 2008  | Spacewatch             |
| 284674 - | 2008 RV46                | 2 settembre 2008  | Spacewatch             |
| 284675 - | 2008 RA70                | 5 settembre 2008  | Spacewatch             |
| 284676 - | 2008 RX89                | 5 settembre 2008  | Spacewatch             |
| 284677 - | 2008 RQ95                | 7 settembre 2008  | CSS                    |
| 284678 - | 2008 RN97                | 7 settembre 2008  | Mt. Lemmon Survey      |
| 284679 - | 2008 RA103               | 4 settembre 2008  | Spacewatch             |
| 284680 - | 2008 RP120               | 5 settembre 2008  | Spacewatch             |
| 284681 - | 2008 RN123               | 6 settembre 2008  | Spacewatch             |
| 284682 - | 2008 RJ134               | 7 settembre 2008  | CSS                    |
| 284683 - | 2008 SX4                 | 22 settembre 2008 | LINEAR                 |
| 284684 - | 2008 SS6                 | 22 settembre 2008 | LINEAR                 |
| 284685 - | 2008 SY28                | 19 settembre 2008 | Spacewatch             |
| 284686 - | 2008 SU31                | 20 settembre 2008 | Spacewatch             |
| 284687 - | 2008 SF32                | 20 settembre 2008 | Spacewatch             |
| 284688 - | 2008 SS32                | 20 settembre 2008 | Spacewatch             |
| 284689 - | 2008 SO45                | 20 settembre 2008 | Spacewatch             |
| 284690 - | 2008 SR64                | 21 settembre 2008 | Mt. Lemmon Survey      |
| 284691 - | 2008 SY71                | 22 settembre 2008 | Mt. Lemmon Survey      |
| 284692 - | 2008 SO89                | 21 settembre 2008 | Spacewatch             |
| 284693 - | 2008 SR89                | 21 settembre 2008 | Spacewatch             |
| 284694 - | 2008 SU96                | 21 settembre 2008 | Spacewatch             |
| 284695 - | 2008 SJ136               | 23 settembre 2008 | Spacewatch             |
| 284696 - | 2008 SL158               | 24 settembre 2008 | LINEAR                 |
| 284697 - | 2008 SA174               | 22 settembre 2008 | CSS                    |
| 284698 - | 2008 SB187               | 25 settembre 2008 | Spacewatch             |
| 284699 - | 2008 SY267               | 23 settembre 2008 | Mt. Lemmon Survey      |
| 284700 - | 2008 SF271               | 29 settembre 2008 | CSS                    |

## 284701-284800
| Nome     | Designazione provvisoria | Data di scoperta  | Scopritore        |
| -------- | ------------------------ | ----------------- | ----------------- |
| 284701 - | 2008 SO277               | 24 settembre 2008 | Mt. Lemmon Survey |
| 284702 - | 2008 SX280               | 29 settembre 2008 | Mt. Lemmon Survey |
| 284703 - | 2008 SJ281               | 25 settembre 2008 | Mt. Lemmon Survey |
| 284704 - | 2008 SO282               | 22 settembre 2008 | Spacewatch        |
| 284705 - | 2008 SX298               | 22 settembre 2008 | Spacewatch        |
| 284706 - | 2008 SY301               | 23 settembre 2008 | Mt. Lemmon Survey |
| 284707 - | 2008 TA22                | 1º ottobre 2008   | Mt. Lemmon Survey |
| 284708 - | 2008 TB70                | 2 ottobre 2008    | Spacewatch        |
| 284709 - | 2008 TK90                | 3 ottobre 2008    | Spacewatch        |
| 284710 - | 2008 TH105               | 6 ottobre 2008    | Spacewatch        |
| 284711 - | 2008 TL120               | 7 ottobre 2008    | Mt. Lemmon Survey |
| 284712 - | 2008 TE124               | 8 ottobre 2008    | Mt. Lemmon Survey |
| 284713 - | 2008 TC133               | 8 ottobre 2008    | Mt. Lemmon Survey |
| 284714 - | 2008 TL134               | 8 ottobre 2008    | Spacewatch        |
| 284715 - | 2008 TR139               | 8 ottobre 2008    | Mt. Lemmon Survey |
| 284716 - | 2008 TM150               | 9 ottobre 2008    | Mt. Lemmon Survey |
| 284717 - | 2008 TE166               | 6 ottobre 2008    | Mt. Lemmon Survey |
| 284718 - | 2008 TO181               | 1º ottobre 2008   | LINEAR            |
| 284719 - | 2008 TK186               | 7 ottobre 2008    | Mt. Lemmon Survey |
| 284720 - | 2008 UV23                | 20 ottobre 2008   | Spacewatch        |
| 284721 - | 2008 UW25                | 20 ottobre 2008   | Mt. Lemmon Survey |
| 284722 - | 2008 UT33                | 20 ottobre 2008   | Mt. Lemmon Survey |
| 284723 - | 2008 UC39                | 20 ottobre 2008   | Spacewatch        |
| 284724 - | 2008 UL55                | 21 ottobre 2008   | Spacewatch        |
| 284725 - | 2008 UT77                | 21 ottobre 2008   | Mt. Lemmon Survey |
| 284726 - | 2008 UE111               | 22 ottobre 2008   | Spacewatch        |
| 284727 - | 2008 UG119               | 22 ottobre 2008   | Spacewatch        |
| 284728 - | 2008 UE127               | 22 ottobre 2008   | Spacewatch        |
| 284729 - | 2008 UX129               | 23 ottobre 2008   | Spacewatch        |
| 284730 - | 2008 UY138               | 23 ottobre 2008   | Spacewatch        |
| 284731 - | 2008 US141               | 23 ottobre 2008   | Spacewatch        |
| 284732 - | 2008 UY144               | 23 ottobre 2008   | Spacewatch        |
| 284733 - | 2008 UO147               | 23 ottobre 2008   | Spacewatch        |
| 284734 - | 2008 UP152               | 23 ottobre 2008   | Mt. Lemmon Survey |
| 284735 - | 2008 UQ152               | 23 ottobre 2008   | Mt. Lemmon Survey |
| 284736 - | 2008 UT178               | 24 ottobre 2008   | Mt. Lemmon Survey |
| 284737 - | 2008 UM179               | 24 ottobre 2008   | Spacewatch        |
| 284738 - | 2008 UZ180               | 24 ottobre 2008   | Spacewatch        |
| 284739 - | 2008 UA197               | 27 ottobre 2008   | Spacewatch        |
| 284740 - | 2008 UH198               | 25 ottobre 2008   | LINEAR            |
| 284741 - | 2008 UL203               | 28 ottobre 2008   | LINEAR            |
| 284742 - | 2008 UT203               | 28 ottobre 2008   | LINEAR            |
| 284743 - | 2008 UJ208               | 23 ottobre 2008   | Spacewatch        |
| 284744 - | 2008 UU211               | 23 ottobre 2008   | Mt. Lemmon Survey |
| 284745 - | 2008 US240               | 26 ottobre 2008   | Spacewatch        |
| 284746 - | 2008 UV299               | 29 ottobre 2008   | Spacewatch        |
| 284747 - | 2008 UD305               | 29 ottobre 2008   | Spacewatch        |
| 284748 - | 2008 UJ329               | 31 ottobre 2008   | Spacewatch        |
| 284749 - | 2008 UP360               | 28 ottobre 2008   | Spacewatch        |
| 284750 - | 2008 UN361               | 31 ottobre 2008   | CSS               |
| 284751 - | 2008 UE368               | 31 ottobre 2008   | LINEAR            |
| 284752 - | 2008 VF2                 | 2 novembre 2008   | LINEAR            |
| 284753 - | 2008 VK11                | 2 novembre 2008   | Mt. Lemmon Survey |
| 284754 - | 2008 VD13                | 6 novembre 2008   | Andrushivka       |
| 284755 - | 2008 VZ22                | 1º novembre 2008  | Mt. Lemmon Survey |
| 284756 - | 2008 VA24                | 1º novembre 2008  | Spacewatch        |
| 284757 - | 2008 VV25                | 2 novembre 2008   | Spacewatch        |
| 284758 - | 2008 VN64                | 10 novembre 2008  | OAM               |
| 284759 - | 2008 WT2                 | 18 novembre 2008  | Kugel, F.         |
| 284760 - | 2008 WO3                 | 17 novembre 2008  | Spacewatch        |
| 284761 - | 2008 WK21                | 17 novembre 2008  | Spacewatch        |
| 284762 - | 2008 WN41                | 17 novembre 2008  | Spacewatch        |
| 284763 - | 2008 WL68                | 18 novembre 2008  | Spacewatch        |
| 284764 - | 2008 WT69                | 18 novembre 2008  | Spacewatch        |
| 284765 - | 2008 WK70                | 18 novembre 2008  | Spacewatch        |
| 284766 - | 2008 WX73                | 19 novembre 2008  | Mt. Lemmon Survey |
| 284767 - | 2008 WL101               | 27 novembre 2008  | Crni Vrh          |
| 284768 - | 2008 WM110               | 30 novembre 2008  | Spacewatch        |
| 284769 - | 2008 WP115               | 30 novembre 2008  | Spacewatch        |
| 284770 - | 2008 WC119               | 30 novembre 2008  | Mt. Lemmon Survey |
| 284771 - | 2008 WW120               | 30 novembre 2008  | Spacewatch        |
| 284772 - | 2008 WM121               | 30 novembre 2008  | Spacewatch        |
| 284773 - | 2008 WN121               | 30 novembre 2008  | Spacewatch        |
| 284774 - | 2008 WC126               | 24 novembre 2008  | Mt. Lemmon Survey |
| 284775 - | 2008 WP138               | 18 novembre 2008  | LINEAR            |
| 284776 - | 2008 XC3                 | 2 dicembre 2008   | Kugel, F.         |
| 284777 - | 2008 XT3                 | 2 dicembre 2008   | LINEAR            |
| 284778 - | 2008 XH35                | 2 dicembre 2008   | Spacewatch        |
| 284779 - | 2008 XH49                | 7 dicembre 2008   | Mt. Lemmon Survey |
| 284780 - | 2008 XO52                | 2 dicembre 2008   | Spacewatch        |
| 284781 - | 2008 YK13                | 21 dicembre 2008  | Mt. Lemmon Survey |
| 284782 - | 2008 YA21                | 21 dicembre 2008  | Mt. Lemmon Survey |
| 284783 - | 2008 YT35                | 22 dicembre 2008  | Spacewatch        |
| 284784 - | 2008 YH38                | 29 dicembre 2008  | Spacewatch        |
| 284785 - | 2008 YP40                | 29 dicembre 2008  | Mt. Lemmon Survey |
| 284786 - | 2008 YO49                | 29 dicembre 2008  | Mt. Lemmon Survey |
| 284787 - | 2008 YF51                | 29 dicembre 2008  | Mt. Lemmon Survey |
| 284788 - | 2008 YT53                | 29 dicembre 2008  | Mt. Lemmon Survey |
| 284789 - | 2008 YZ56                | 30 dicembre 2008  | Spacewatch        |
| 284790 - | 2008 YW75                | 30 dicembre 2008  | Mt. Lemmon Survey |
| 284791 - | 2008 YG78                | 30 dicembre 2008  | Mt. Lemmon Survey |
| 284792 - | 2008 YW79                | 30 dicembre 2008  | Mt. Lemmon Survey |
| 284793 - | 2008 YQ80                | 30 dicembre 2008  | Spacewatch        |
| 284794 - | 2008 YH83                | 31 dicembre 2008  | Spacewatch        |
| 284795 - | 2008 YS83                | 31 dicembre 2008  | Spacewatch        |
| 284796 - | 2008 YA97                | 29 dicembre 2008  | Mt. Lemmon Survey |
| 284797 - | 2008 YB101               | 29 dicembre 2008  | Spacewatch        |
| 284798 - | 2008 YT103               | 29 dicembre 2008  | Spacewatch        |
| 284799 - | 2008 YC106               | 29 dicembre 2008  | Spacewatch        |
| 284800 - | 2008 YS112               | 31 dicembre 2008  | Mt. Lemmon Survey |

## 284801-284900
| Nome        | Designazione provvisoria | Data di scoperta  | Scopritore                  |
| ----------- | ------------------------ | ----------------- | --------------------------- |
| 284801 -    | 2008 YM113               | 29 dicembre 2008  | Spacewatch                  |
| 284802 -    | 2008 YV117               | 29 dicembre 2008  | Mt. Lemmon Survey           |
| 284803 -    | 2008 YZ118               | 29 dicembre 2008  | Spacewatch                  |
| 284804 -    | 2008 YH123               | 30 dicembre 2008  | Spacewatch                  |
| 284805 -    | 2008 YL123               | 30 dicembre 2008  | Spacewatch                  |
| 284806 -    | 2008 YZ123               | 30 dicembre 2008  | Spacewatch                  |
| 284807 -    | 2008 YH127               | 30 dicembre 2008  | Spacewatch                  |
| 284808 -    | 2008 YL136               | 30 dicembre 2008  | Spacewatch                  |
| 284809 -    | 2008 YS136               | 30 dicembre 2008  | Spacewatch                  |
| 284810 -    | 2008 YA137               | 30 dicembre 2008  | Spacewatch                  |
| 284811 -    | 2008 YT137               | 30 dicembre 2008  | Mt. Lemmon Survey           |
| 284812 -    | 2008 YY141               | 30 dicembre 2008  | Spacewatch                  |
| 284813 -    | 2008 YA152               | 22 dicembre 2008  | CSS                         |
| 284814 -    | 2008 YE152               | 22 dicembre 2008  | Spacewatch                  |
| 284815 -    | 2008 YM152               | 29 dicembre 2008  | Mt. Lemmon Survey           |
| 284816 -    | 2008 YJ153               | 21 dicembre 2008  | Spacewatch                  |
| 284817 -    | 2008 YC161               | 29 dicembre 2008  | Mt. Lemmon Survey           |
| 284818 -    | 2008 YK163               | 30 dicembre 2008  | Mt. Lemmon Survey           |
| 284819 -    | 2008 YY165               | 22 dicembre 2008  | Mt. Lemmon Survey           |
| 284820 -    | 2008 YY166               | 22 dicembre 2008  | CSS                         |
| 284821 -    | 2008 YS170               | 30 dicembre 2008  | CSS                         |
| 284822 -    | 2008 YS172               | 22 dicembre 2008  | Spacewatch                  |
| 284823 -    | 2009 AQ35                | 15 gennaio 2009   | Spacewatch                  |
| 284824 -    | 2009 AT35                | 15 gennaio 2009   | Spacewatch                  |
| 284825 -    | 2009 AS42                | 2 gennaio 2009    | Mt. Lemmon Survey           |
| 284826 -    | 2009 AY42                | 3 gennaio 2009    | Mt. Lemmon Survey           |
| 284827 -    | 2009 AH44                | 3 gennaio 2009    | Mt. Lemmon Survey           |
| 284828 -    | 2009 AQ47                | 7 gennaio 2009    | Spacewatch                  |
| 284829 -    | 2009 BZ3                 | 18 gennaio 2009   | LINEAR                      |
| 284830 -    | 2009 BT8                 | 17 gennaio 2009   | LINEAR                      |
| 284831 -    | 2009 BE16                | 16 gennaio 2009   | Mt. Lemmon Survey           |
| 284832 -    | 2009 BH17                | 17 gennaio 2009   | Mt. Lemmon Survey           |
| 284833 -    | 2009 BA38                | 16 gennaio 2009   | Spacewatch                  |
| 284834 -    | 2009 BJ42                | 16 gennaio 2009   | Spacewatch                  |
| 284835 -    | 2009 BW46                | 16 gennaio 2009   | Spacewatch                  |
| 284836 -    | 2009 BP52                | 16 gennaio 2009   | Spacewatch                  |
| 284837 -    | 2009 BR59                | 16 gennaio 2009   | Spacewatch                  |
| 284838 -    | 2009 BK68                | 23 gennaio 2009   | PMO NEO Survey Program      |
| 284839 -    | 2009 BY68                | 25 gennaio 2009   | Spacewatch                  |
| 284840 -    | 2009 BR69                | 25 gennaio 2009   | CSS                         |
| 284841 -    | 2009 BH77                | 25 gennaio 2009   | LINEAR                      |
| 284842 -    | 2009 BT81                | 29 gennaio 2009   | Bickel, W.                  |
| 284843 -    | 2009 BO82                | 20 gennaio 2009   | CSS                         |
| 284844 -    | 2009 BJ84                | 25 gennaio 2009   | Spacewatch                  |
| 284845 -    | 2009 BG85                | 25 gennaio 2009   | Spacewatch                  |
| 284846 -    | 2009 BM91                | 25 gennaio 2009   | Spacewatch                  |
| 284847 -    | 2009 BD92                | 25 gennaio 2009   | Spacewatch                  |
| 284848 -    | 2009 BQ93                | 25 gennaio 2009   | Spacewatch                  |
| 284849 -    | 2009 BO94                | 25 gennaio 2009   | Spacewatch                  |
| 284850 -    | 2009 BM105               | 25 gennaio 2009   | Spacewatch                  |
| 284851 -    | 2009 BQ122               | 31 gennaio 2009   | Spacewatch                  |
| 284852 -    | 2009 BH128               | 29 gennaio 2009   | Mt. Lemmon Survey           |
| 284853 -    | 2009 BX136               | 29 gennaio 2009   | Spacewatch                  |
| 284854 -    | 2009 BG140               | 29 gennaio 2009   | Spacewatch                  |
| 284855 -    | 2009 BM143               | 30 gennaio 2009   | Spacewatch                  |
| 284856 -    | 2009 BG147               | 30 gennaio 2009   | Mt. Lemmon Survey           |
| 284857 -    | 2009 BP158               | 31 gennaio 2009   | Spacewatch                  |
| 284858 -    | 2009 BG161               | 31 gennaio 2009   | Spacewatch                  |
| 284859 -    | 2009 BP167               | 31 gennaio 2009   | Cerro Burek                 |
| 284860 -    | 2009 BY176               | 18 gennaio 2009   | Spacewatch                  |
| 284861 -    | 2009 BR177               | 30 gennaio 2009   | Mt. Lemmon Survey           |
| 284862 -    | 2009 BU189               | 20 gennaio 2009   | Mt. Lemmon Survey           |
| 284863 -    | 2009 CL2                 | 2 febbraio 2009   | Cernis, K., Zdanavicius, J. |
| 284864 -    | 2009 CV28                | 1º febbraio 2009  | Spacewatch                  |
| 284865 -    | 2009 CP32                | 1º febbraio 2009  | Spacewatch                  |
| 284866 -    | 2009 CG40                | 14 febbraio 2009  | CSS                         |
| 284867 -    | 2009 CU41                | 13 febbraio 2009  | Spacewatch                  |
| 284868 -    | 2009 CO45                | 14 febbraio 2009  | Spacewatch                  |
| 284869 -    | 2009 CG55                | 14 febbraio 2009  | Mt. Lemmon Survey           |
| 284870 -    | 2009 CT58                | 4 febbraio 2009   | Spacewatch                  |
| 284871 -    | 2009 CK64                | 3 febbraio 2009   | Spacewatch                  |
| 284872 -    | 2009 DV10                | 16 febbraio 2009  | Kugel, F.                   |
| 284873 -    | 2009 DN37                | 23 febbraio 2009  | Hormuth, F.                 |
| 284874 -    | 2009 DX39                | 20 febbraio 2009  | Kugel, F.                   |
| 284875 -    | 2009 DG41                | 18 febbraio 2009  | OAM                         |
| 284876 -    | 2009 DK42                | 18 febbraio 2009  | OAM                         |
| 284877 -    | 2009 DA66                | 24 febbraio 2009  | Mt. Lemmon Survey           |
| 284878 -    | 2009 DX71                | 6 dicembre 2008   | Spacewatch                  |
| 284879 -    | 2009 DF93                | 28 febbraio 2009  | Mt. Lemmon Survey           |
| 284880 -    | 2009 DR127               | 20 febbraio 2009  | Spacewatch                  |
| 284881 -    | 2009 EA21                | 15 marzo 2009     | OAM                         |
| 284882 -    | 2009 FY59                | 31 marzo 2009     | Mt. Lemmon Survey           |
| 284883 -    | 2009 FB63                | 26 marzo 2009     | Spacewatch                  |
| 284884 -    | 2009 HT15                | 18 aprile 2009    | Spacewatch                  |
| 284885 -    | 2009 HU50                | 21 aprile 2009    | Spacewatch                  |
| 284886 -    | 2009 JO4                 | 13 maggio 2009    | Spacewatch                  |
| 284887 -    | 2009 KE9                 | 24 maggio 2009    | CSS                         |
| 284888 -    | 2009 QR14                | 16 agosto 2009    | Spacewatch                  |
| 284889 -    | 2009 QJ46                | 27 agosto 2009    | Spacewatch                  |
| 284890 -    | 2009 QL60                | 17 agosto 2009    | Spacewatch                  |
| 284891 Kona | 2009 RT26                | 13 settembre 2009 | ESA OGS                     |
| 284892 -    | 2009 SN84                | 18 settembre 2009 | Mt. Lemmon Survey           |
| 284893 -    | 2009 SQ129               | 18 settembre 2009 | Spacewatch                  |
| 284894 -    | 2009 SV154               | 20 settembre 2009 | CSS                         |
| 284895 -    | 2009 SW168               | 23 settembre 2009 | Pauwels, T.                 |
| 284896 -    | 2009 SY337               | 28 settembre 2009 | CSS                         |
| 284897 -    | 2009 SQ340               | 20 settembre 2009 | Spacewatch                  |
| 284898 -    | 2009 TC5                 | 10 ottobre 2009   | OAM                         |
| 284899 -    | 2009 UV20                | 21 ottobre 2009   | BATTeRS                     |
| 284900 -    | 2009 US80                | 22 ottobre 2009   | CSS                         |

## 284901-285000
| Nome               | Designazione provvisoria | Data di scoperta  | Scopritore                  |
| ------------------ | ------------------------ | ----------------- | --------------------------- |
| 284901 -           | 2009 UD147               | 18 ottobre 2009   | Mt. Lemmon Survey           |
| 284902 -           | 2009 VL14                | 8 novembre 2009   | Mt. Lemmon Survey           |
| 284903 -           | 2009 VF43                | 9 novembre 2009   | Mt. Lemmon Survey           |
| 284904 -           | 2009 VK68                | 9 novembre 2009   | Spacewatch                  |
| 284905 -           | 2009 VZ93                | 12 novembre 2009  | OAM                         |
| 284906 -           | 2009 XR6                 | 10 dicembre 2009  | Mt. Lemmon Survey           |
| 284907 -           | 2009 XH16                | 15 dicembre 2009  | Mt. Lemmon Survey           |
| 284908 -           | 2009 YA17                | 19 dicembre 2009  | Mt. Lemmon Survey           |
| 284909 -           | 2009 YR25                | 26 dicembre 2009  | Spacewatch                  |
| 284910 -           | 2010 AU11                | 6 gennaio 2010    | Spacewatch                  |
| 284911 -           | 2010 AW32                | 7 gennaio 2010    | Spacewatch                  |
| 284912 -           | 2010 AS66                | 11 gennaio 2010   | Spacewatch                  |
| 284913 -           | 2010 AJ76                | 13 gennaio 2010   | LINEAR                      |
| 284914 -           | 2010 AP79                | 8 gennaio 2010    | Spacewatch                  |
| 284915 -           | 2010 AX91                | 8 gennaio 2010    | WISE                        |
| 284916 -           | 2010 AC125               | 19 marzo 2001     | Sloan Digital Sky Survey    |
| 284917 -           | 2010 BG4                 | 23 gennaio 2010   | BATTeRS                     |
| 284918 -           | 2010 BO15                | 16 gennaio 2010   | WISE                        |
| 284919 Kaçar       | 2010 BK82                | 25 gennaio 2010   | WISE                        |
| 284920 -           | 2010 CM46                | 12 febbraio 2010  | WISE                        |
| 284921 -           | 2010 CU56                | 13 febbraio 2010  | LINEAR                      |
| 284922 -           | 2010 CL82                | 13 febbraio 2010  | Spacewatch                  |
| 284923 -           | 2010 CT82                | 13 febbraio 2010  | Spacewatch                  |
| 284924 -           | 2010 CW96                | 14 febbraio 2010  | Mt. Lemmon Survey           |
| 284925 -           | 2010 CY103               | 14 febbraio 2010  | Spacewatch                  |
| 284926 -           | 2010 CX128               | 9 febbraio 2010   | CSS                         |
| 284927 -           | 2010 CU153               | 14 febbraio 2010  | CSS                         |
| 284928 -           | 2010 CH172               | 15 febbraio 2010  | Spacewatch                  |
| 284929 -           | 2010 CA180               | 7 febbraio 2010   | OAM                         |
| 284930 -           | 2010 CC225               | 8 febbraio 2010   | WISE                        |
| 284931 -           | 2010 DR                  | 16 febbraio 2010  | Lowe, A.                    |
| 284932 -           | 2010 DG3                 | 16 febbraio 2010  | CSS                         |
| 284933 -           | 2010 DX7                 | 16 febbraio 2010  | Spacewatch                  |
| 284934 -           | 2010 DN26                | 17 gennaio 2008   | Mt. Lemmon Survey           |
| 284935 -           | 2010 DS50                | 21 febbraio 2010  | WISE                        |
| 284936 -           | 2010 DU50                | 21 febbraio 2010  | WISE                        |
| 284937 -           | 2010 DY53                | 23 febbraio 2010  | WISE                        |
| 284938 -           | 2010 DX73                | 24 febbraio 2010  | Spacewatch                  |
| 284939 -           | 2010 DL75                | 17 febbraio 2010  | Spacewatch                  |
| 284940 -           | 2010 EM2                 | 3 marzo 2010      | Muler, G.                   |
| 284941 -           | 2010 EB21                | 9 marzo 2010      | Schwab, E., Kling, R.       |
| 284942 -           | 2010 EQ30                | 10 marzo 2010     | Cernis, K., Zdanavicius, J. |
| 284943 -           | 2010 EZ33                | 5 marzo 2010      | Spacewatch                  |
| 284944 -           | 2010 EQ34                | 9 marzo 2010      | OAM                         |
| 284945 Saint-Imier | 2010 EM44                | 14 marzo 2010     | Ory, M.                     |
| 284946 -           | 2010 EC79                | 12 marzo 2010     | Mt. Lemmon Survey           |
| 284947 -           | 2010 EO87                | 13 marzo 2010     | Mt. Lemmon Survey           |
| 284948 -           | 2010 ET99                | 14 marzo 2010     | Spacewatch                  |
| 284949 -           | 2010 EK105               | 12 marzo 2010     | CSS                         |
| 284950 -           | 2010 EO126               | 11 ottobre 2007   | CSS                         |
| 284951 -           | 2010 EW126               | 15 marzo 2010     | CSS                         |
| 284952 -           | 2010 EG127               | 15 marzo 2010     | Mt. Lemmon Survey           |
| 284953 -           | 2010 EL127               | 2 maggio 2006     | CSS                         |
| 284954 -           | 2010 EF129               | 12 marzo 2010     | Spacewatch                  |
| 284955 -           | 2010 EN129               | 12 marzo 2010     | Mt. Lemmon Survey           |
| 284956 -           | 2010 EF130               | 13 marzo 2010     | Spacewatch                  |
| 284957 -           | 2010 EJ133               | 14 marzo 2010     | Spacewatch                  |
| 284958 -           | 2010 EH137               | 15 marzo 2010     | Mt. Lemmon Survey           |
| 284959 -           | 2010 EP139               | 13 marzo 2010     | CSS                         |
| 284960 -           | 2010 EC140               | 15 marzo 2010     | Mt. Lemmon Survey           |
| 284961 -           | 2010 ET140               | 15 marzo 2010     | CSS                         |
| 284962 -           | 2010 FW                  | 16 marzo 2010     | Spacewatch                  |
| 284963 -           | 2010 FC5                 | 16 marzo 2010     | Mt. Lemmon Survey           |
| 284964 -           | 2010 FO5                 | 17 marzo 2010     | Mt. Lemmon Survey           |
| 284965 -           | 2010 FX14                | 17 marzo 2010     | CSS                         |
| 284966 -           | 2010 FO20                | 18 marzo 2010     | Mt. Lemmon Survey           |
| 284967 -           | 2010 FY22                | 18 marzo 2010     | Mt. Lemmon Survey           |
| 284968 -           | 2010 FZ27                | 20 marzo 2010     | CSS                         |
| 284969 -           | 2010 FG85                | 19 marzo 2010     | PMO NEO Survey Program      |
| 284970 -           | 2010 FP100               | 6 agosto 2002     | NEAT                        |
| 284971 -           | 2010 GS6                 | 3 aprile 2010     | PMO NEO Survey Program      |
| 284972 -           | 2010 GM7                 | 3 aprile 2010     | Spacewatch                  |
| 284973 -           | 2010 GJ25                | 5 aprile 2010     | Spacewatch                  |
| 284974 -           | 2010 GV26                | 5 aprile 2010     | Spacewatch                  |
| 284975 -           | 2010 GG27                | 5 aprile 2010     | Spacewatch                  |
| 284976 -           | 2010 GA32                | 6 aprile 2010     | CSS                         |
| 284977 -           | 2010 GV96                | 14 aprile 2010    | Sierra Stars                |
| 284978 -           | 2010 GG104               | 7 aprile 2010     | Spacewatch                  |
| 284979 -           | 2010 GO105               | 7 aprile 2010     | Spacewatch                  |
| 284980 -           | 2010 GC118               | 10 aprile 2010    | Mt. Lemmon Survey           |
| 284981 -           | 2010 GT119               | 11 aprile 2010    | Mt. Lemmon Survey           |
| 284982 -           | 2010 GS124               | 6 aprile 2010     | Spacewatch                  |
| 284983 -           | 2010 GG127               | 10 aprile 2010    | Spacewatch                  |
| 284984 Ikaunieks   | 2010 GC158               | 12 aprile 2010    | Cernis, K., Eglitis, I.     |
| 284985 -           | 2010 GO158               | 14 aprile 2010    | Mt. Lemmon Survey           |
| 284986 -           | 2010 HT23                | 25 aprile 2010    | Mt. Lemmon Survey           |
| 284987 -           | 2010 HH105               | 20 settembre 2001 | LINEAR                      |
| 284988 -           | 2010 JV35                | 5 maggio 2010     | Mt. Lemmon Survey           |
| 284989 -           | 2010 JP38                | 5 maggio 2010     | Tenagra II                  |
| 284990 -           | 2010 JF76                | 5 maggio 2010     | Mt. Lemmon Survey           |
| 284991 -           | 2010 JU111               | 12 maggio 2010    | Mt. Lemmon Survey           |
| 284992 -           | 2010 JA148               | 12 maggio 2010    | Spacewatch                  |
| 284993 -           | 2010 JD171               | 5 maggio 2010     | Mt. Lemmon Survey           |
| 284994 -           | 2010 KD60                | 20 maggio 2010    | Micheli, M.                 |
| 284995 -           | 2010 KF124               | 31 maggio 2010    | WISE                        |
| 284996 Rosaparks   | 2010 LD58                | 9 giugno 2010     | WISE                        |
| 284997 -           | 2010 NV7                 | 4 luglio 2010     | WISE                        |
| 284998 -           | 2010 NU29                | 7 luglio 2010     | WISE                        |
| 284999 -           | 2010 NN90                | 2 luglio 2010     | WISE                        |
| 285000 -           | 2010 OS56                | 23 luglio 2010    | WISE                        |